# Tanganjika (jezero)
Tanganjika je jezero u Africi, jedno od Afričkih velikih jezera. To je drugo najstarije slatkovodno jezero na svijetu, drugo najveće po volumenu i drugo najdublje, u oba slučaja nakon Bajkalskog jezera u Sibiru. To je najduže slatkovodno jezero na svijetu. Jezero dijele četiri zemlje — Tanzanija, Demokratska Republika Kongo, Burundi i Zambija, pri čemu najveća površina pripada DR Kongu (40%) i Tanzaniji (46%). 
Pripada porječju rijeke Kongo i slijevu Atlantskog oceana.

## Geografija
Jezero Tanganjika nalazi se unutar Albertovog rifta, zapadnog ogranka Istočnoafričkog rifta, i ograničeno je planinskim zidovima doline. To je najveće rascjepno jezero u Africi i drugo po veličini jezero na svijetu. To je najdublje jezero u Africi i sadrži najveću količinu slatke vode na kontinentu, te čini 16% svjetske dostupne slatke vode. Proteže se  676 km u općem smjeru sjever-jug, a prosječno je široko 50 km. Površina jezera je 32900 km2, duljina obale 1,828 km, srednja dubina od 570 m, a najveća dubina 1,470 m (u sjevernom bazenu). Procjenjuje se da sadrži 18750 km3 vode.
Slivno područje jezera je 231000 km2. U jezero se ulijevaju dvije glavne rijeke, kao i brojne manje rijeke i potoci (čije su dužine ograničene strmim planinama oko jezera). Jedan veći odljev je rijeka Lukuga, pritok rijeke Kongo. Oborine i isparavanje imaju veću ulogu od rijeka. Najmanje 90% dotoka vode dolazi od kiše koja pada na površinu jezera, a najmanje 90% gubitka vode je od izravnog isparavanja.
Glavna rijeka koja se ulijeva u jezero je Ruzizi, nastala prije oko 10.000 godina, koja ulazi sjeverno u jezero iz jezera Kivu. Rijeka Malagarasi, koja je druga najveća rijeka u Tanzaniji, ulijeva se na istočnoj strani jezera Tanganjika.  Malagarasi je stariji od jezera Tanganjika, a prije nego što je jezero nastalo, vjerojatno je bilo izvorište rijeke Lualaba, glavnog toka rijeke Kongo.
Jezero ima složenu povijest mijenjanja obrazaca protoka, zbog svoje velike nadmorske visine, velike dubine, sporog punjenja i planinskog položaja u turbulentnom vulkanskom području koje je prošlo kroz klimatske promjene. Čini se da je u prošlosti rijetko otjecalo u more. Iz tog je razloga opisano kao "praktički endoreično". Povezanost jezera s morem ovisi o visokom vodostaju koji omogućuje izlijevanje vode iz jezera kroz rijeku Lukuga (pritok Lualabe) u Kongo. Kada se ne prelijeva, izlaz jezera u rijeku Lukuga obično je blokiran pješčanim sprudovima i masom korova, a umjesto toga ova rijeka ovisi o svojim pritokama, posebno rijeci Niemba, kako bi održala protok.
Jezero je također ponekad moglo imati različite dotoke i odljeve; unutarnji tokovi iz višeg jezera Rukwa, pristup jezeru Malawi i izlazna ruta prema Nilu, pretpostavlja se da su postojali u nekom trenutku u povijesti jezera.
Jezero Tanganyika je drevno jezero, jedno od samo dvadesetak koji su stari više od milijun godina. Njegova tri bazena, koji su u razdobljima s znatno nižim vodostajima bili zasebna jezera, različite su starosti. Središnji se počeo formirati prije 9-12 milijuna godina (Mya), sjeverni 7-8 Mya i južni 2-4 Mya.
U obalnom je području razvijen ribolov, uzgoj uljne palme i riže. 

## Karakteristike vode
Voda u jezeru je alkalna s pH oko 9 na dubinama od 0–100 m. Ispod toga je oko 8,7, postupno se smanjujući na 8,3–8,5 u najdubljim dijelovima Tanganjike. Sličan obrazac može se vidjeti u električnoj vodljivosti, koja se kreće od oko 670 μS/cm u gornjem dijelu do 690 μS/cm u najdubljem dijelu.
Površinske temperature općenito se kreću od oko 24 °C u južnom dijelu jezera početkom kolovoza do 28–29 °C l u kasnoj kišnoj sezoni u ožujku—travnju. Na dubinama većim od 400 m l, temperatura je vrlo stabilna na 23.1–23.4 °C. Voda se postupno zagrijavala od 19. stoljeća, a to se ubrzalo s globalnim zagrijavanjem od 1950-ih.
Jezero je slojevito i sezonsko miješanje općenito ne prelazi dubine od 150 m.  Miješanje se uglavnom događa kao uzlazne struje na jugu i pokreće ga vjetar, ali u manjoj mjeri, uzlazne i nizvodne struje javljaju se i drugdje u jezeru. Kao posljedica stratifikacije, duboki dijelovi sadrže" fosilnu vodu". To također znači da nema kisika (anoksično je) u dubljim dijelovima, u biti ograničavajući ribu i druge aerobne organizme na gornji dio. Neke geografske varijacije vidljive su u ovoj granici, ali obično je na dubinama oko 100 m u sjevernom dijelu jezera i 240–250 m na jugu. Najdublji dijelovi bez kisika sadrže visoke razine toksičnog sumporovodika i u osnovi su beživotni, osim bakterija.

## Biologija

### Gmazovi
Jezero Tanganjika i povezane močvare dom su nilskim krokodilima (uključujući poznatog diva Gustavea), kornjačama Pelusios rhodesianus, Pelusios sinuatus i Pelusios subniger (zadnja vrsta nije u samom jezeru, već u susjednim lagunama). Kobra Naja annulata, ugrožena podvrsta trakaste vodene kobre koja se uglavnom hrani ribom, nalazi se samo u jezeru Tanganjika, gdje preferira stjenovite obale.

#### Ribe ciklidi
Jezero sadrži najmanje 250 vrsta ciklida, a mnogo je i neopisanih vrsta. Gotovo svi (98%) tanganjiški ciklidi su endemski za jezero i stoga je ono važan biološki resurs za proučavanje specijacije u evoluciji. Neki od endema se neznatno javljaju u gornjem toku rijeke Lukuga, ušća jezera Tanganjika, ali daljnje širenje u porječje rijeke Kongo sprječavaju fizika (Lukuga ima brze dijelove s mnogo brzaka i slapova) i kemija (voda Tanganjike je alkalna, dok je voda Konga općenito kisela). Ciklidi afričkih Velikih jezera, uključujući Tanganjiku, predstavljaju najraznolikiji stupanj adaptivne radijacije kod kralježnjaka.
Iako Tanganjika ima daleko manje vrsta ciklida od jezera Malavi i Viktorija, koja su oba doživjela relativno nedavnu eksplozivnu radijaciju vrsta (što je rezultiralo mnogim blisko srodnim vrstama), njezini ciklidi su morfološki i genetski najraznolikiji. To je povezano s visokom starošću Tanganjike, jer je daleko starija od ostalih jezera. Tanganjika ima najveći broj endemskih rodova ciklida od svih afričkih jezera. Svi tanganjiški ciklidi pripadaju podfporodici Pseudocrenilabrinae. Od 10 tribusa u ovoj podporodici, polovica je uglavnom ili u potpunosti ograničena na jezero (Cyprichromini, Ectodini, Lamprologini, Limnochromini i Tropheini), a još tri imaju vrste u jezeru (Haplochromini, Tilapiini i Tylochromini). Drugi su predložili podjelu tanganjičkih ciklida na čak 12-16 plemena (uz prethodno spomenuta, Bathybatini, Benthochromini, Boulengerochromini, Cyphotilapiini, Eretmodini, Greenwoodochromini, Perissodini i Trematocarini).
Većina ciklida iz jezera živi uz obalu do dubine od 100 m, ali neke dubokovodne vrste redovito se spuštaju do 200 m. Vrste Trematocara iznimno su pronađene na više od 300 m, što je dublje od bilo kojeg drugog ciklida na svijetu. Neki od dubokovodnih ciklida (npr. Bathybates, Gnathochromis, Hemibates i Xenochromis) uhvaćeni su na mjestima praktički bez kisika, ali kako su tamo u stanju preživjeti nije jasno. Tanganjikini ciklidi su uglavnom bentoski (nalaze se na dnu ili blizu dna) i/ili obalni. Nijedan tanganjikini ciklid nije uistinu pelagičan i na moru, osim nekih ribojedih Bathybata. Dva od njih, B. fasciatus i B. leo, uglavnom se hrane tanganjikinim srdelama (Limnothrissa miodon i Stolothrissa tanganicae). Tanganjikini ciklidi se uvelike razlikuju po ekologiji i uključuju vrste koje su biljojedi, detritivori, planktivori, kukcojedi, mekušcojedi, strvinari, ljuskari i ribojedi. Međutim, pokazalo se da su ove prehrambene specijalizacije fleksibilne. To jest, mnoge vrste tanganjikinih ciklida sa specijaliziranom prehranom pokazale su oportunističko, epizodno iskorištavanje Stolothrissa tanganicae i Limnothrissa miodon kada su koncentracije plijena bile neuobičajeno visoke. Njihovo ponašanje razmnožavanja spada u dvije glavne skupine, mrijestilice u supstratu (često u špiljama ili pukotinama stijena) i one koje čuvaju mlade u ustima. Među endemskim vrstama su dvije od najmanjih ciklida na svijetu, Neolamprologus multifasciatus i N. similis (obje vrste žive u školjkama) do 5 cm, i jedan od najvećih, divovski ciklid (Boulengerochromis microlepis) do 90 cm.

Mnogi ciklidi iz jezera Tanganjika, poput vrsta iz rodova Altolamprologus, Cyprichromis, Eretmodus, Julidochromis, Lamprologus, Neolamprologus, Tropheus i Xenotilapia, popularne su akvarijske ribe zbog svojih jarkih boja i uzoraka te zanimljivog ponašanja. Rekreacija biotopa jezera Tanganjika za smještaj tih ciklida u staništu sličnom njihovom prirodnom okruženju također je popularna u akvarijskom hobiju.
- Cichlid tribes in Lake Tanganyika (E = tribe endemic or near-endemic)
- Bathybatini (E): Bathybates ferox is benthic and piscivorous, but the genus also includes pelagic species.[51] The tribe is sometimes split in three, others being Hemibatini and Trematocarini[52][53]
- Benthochromini (E): Benthochromis horii was scientifically described in 2008, but has often been misidentifed as B. tricoti[54]
- Boulengerochromini (E): Boulengerochromis microlepis is one of the world's largest cichlids[55] and only member of its tribe[53]
- Cyphotilapiini (E): Cyphotilapia frontosa, one of only two similar species in the tribe[56]
- Cyprichromini (E): Cyprichromis microlepidotus and other members of this tribe are open-water planktivores[57][58]
- Ectodini (E): Ophthalmotilapia nasuta (male) is sexually dimorphic, males being more colorful with longer fins and nose[59]
- Eretmodini (E): Eretmodus cyanostictus lives near the bottom in the turbulent, coastal surf zone,[60] like other members of its tribe[58]
- Haplochromini: Astatotilapia burtoni is one of the few Tanganyika species,[61] unlike other African Great Lakes where most belong to this tribe[62]
- Lamprologini (E): Julidochromis marlieri is popular in the aquarium trade where members of the genus are known as "Julies"[63]
- Limnochromini (E): Gnathochromis permaxillaris is a zooplanktivore with an unusual protractile mouth[64]
- Perissodini (E): Perissodus microlepis, a specialized scale-eating species[65]
- Tilapiini: Oreochromis tanganicae is one of the most common coastal species found in local fish markets[66]
- Tropheini (E): Tropheus moorii ("red" Chimba morph) is highly variable and the taxonomy of some of the morphs is questionable[67][68][69]

### Druge ribe
Jezero Tanganjika dom je više od 80 vrsta riba koje nisu ciklidi, a oko 60% njih su endemske.    
U otvorenim vodama pelagične zone dominiraju četiri vrste koje nisu ciklidi: Dvije vrste "tanganjiške sardine" (Limnothrissa miodon i Stolothrissa tanganicae) čine najveću biomasu riba u ovoj zoni i važan su plijen za riblje vrste Lates microlepis i Lates stappersii. U jezeru se nalaze još dvije ribe iz roda Lates, Lates angustifrons i Lates mariae, ali obje su prvenstveno bentoski lovci, iako se mogu preseliti i u otvorene vode. Četiri kasne ribe, sve endemske za Tanganjiku, prekomjerno su izlovljene i veće jedinke su danas rijetke.
Među neobičnijim ribama u jezeru su endemski, fakultativno legući parazitski "kukavičji som", uključujući barem Synodontis grandiops  i S. multipunctatus. Brojne druge su vrlo slične (npr. S. lucipinnis i S. petricola) i često su bile miješane; nije jasno imaju li slično ponašanje. Fakultativni legući paraziti često polažu jaja sinkrono s ciklidima koji legu u ustima. Ciklidi skupljaju jaja u usta kao da su njihova vlastita. Nakon što se jaja soma izlegu, mladi ih jedu. Šest rodova soma u potpunosti je ograničeno na slijev jezera: Bathybagrus, Dinotopterus, Lophiobagrus, Phyllonemus, Pseudotanganikallabes i Tanganikallabes.  Iako nisu endemske na razini roda, šest vrsta soma Chrysichthys nalazi se samo u bazenu Tanganjike gdje žive i u plitkim i relativno dubokim vodama; u potonjem staništu oni su primarni grabežljivci i strvinari. Jedinstveno evolucijsko zračenje u jezeru je 15 vrsta bodljikavih jegulja Mastacembelus, sve osim jedne endemske za njegov bazen. Iako druga afrička Velika jezera imaju soma Synodontis, endemske rodove soma i bodljikave jegulje Mastacembelus, relativno visoka raznolikost jedinstvena je za Tanganjiku, što je vjerojatno povezano s njezinom starošću.
Među neendemskim ribama, neke su široko rasprostranjene afričke vrste, ali nekoliko ih dijeli samo s porječjima rijeka Malagarasi i Kongo, kao što su Polypterus congicus, Hydrocynus goliath, Citharinus citharus, Distichodus sexfasciatus i Tetraodon mbu.

## Vanjske poveznice
|  | Zajednički poslužitelj ima još gradiva o temi Tanganjika (jezero) |